# 单叶毛茛
单叶毛茛（学名：Ranunculus monophyllus）为毛茛科毛茛属下的一个种。

## 扩展阅读
- 維基物種上的相關：单叶毛茛